# 江怡臻
江怡臻（英語：Chiang I Chen，1982年11月7日—），臺灣政治人物，新北市土城區人，現任新北市議員、國民黨文化傳播委員會副主任委員，畢業於北一女、台大哲學系學士、碩士、美國康乃爾大學公共事務學院行政碩士、香港科技大學經濟學碩士，曾任總統府議題小組組員、中國國民黨青年團處長、中國國民黨組發會主委機要秘書、新北市市長秘書兼任新北市政府副發言人、新北市第七選舉區議員、中國國民黨中央黨部發言人。由於江怡臻為首次參選，在投入選戰前擔任之政治工作皆以幕僚為主，參選期間有「美女刺客」之稱。
2022年，代表中國國民黨參選新北市第8選區（土城、樹林、三峽、鶯歌區）市議員，最終以得票率7.19%，得票19,409票，順利當選。
2023年6月，出任國民黨時任總統候選人侯友宜競辦發言人。同年11月，獲國民黨提名入列不分區立委名單，第21位。

## 經歷
- 2012年留學回台後，進入中華民國總統府議題小組，協助馬英九總統舉辦活動。
- 2013－2016年，擔任中國國民黨青年團處長、組織發展委員會主任委員機要秘書、國家發展研究院院長室主任等職。
- 2016－2018年，2016年中華民國總統副總統及立法委員選舉後，進入新北市政府擔任朱立倫市長秘書、市府副發言人[8]。
- 2018年3月，辭去新北市政府副發言人一職，正式投入新北市議員選舉[9][10][11]。
- 2018年12月25日，就任新北市議會第三屆議員[12]。
- 2020年3月25日，就任中國國民黨發言人[13]。
- 2021年10月，擔任中國國民黨文傳會副主委，並續任中國國民黨發言人[14]

## 選舉紀錄
| 年度 | 選舉屆數             | 選舉區                                 | 所屬政黨   | 得票數    | 得票率 | 當選標記 | 備註   |
| ---- | -------------------- | -------------------------------------- | ---------- | --------- | ------ | -------- | ------ |
| 2018 | 第三屆新北市議員選舉 | 新北市第七選舉區                       | 中國國民黨 | 42,582    | 14.21% |          | [ 15 ] |
| 2022 | 第四屆新北市議員選舉 | 新北市第八選舉區                       | 中國國民黨 | 19,409    | 7.19%  | [ 16 ]   |        |
| 2024 | 第十一屆立法委員選舉 | 全國不分區及僑居國外國民立法委員選舉區 | 中國國民黨 | 4,764,576 | 34.58% |          |        |

## 外部連結
- 江怡臻Facebook （页面存档备份，存于）
- 江怡臻Instagram
- 江怡臻Youtube （页面存档备份，存于）